# Ключавто
«Ключавто» — российский автодилер со штаб-квартирой в Горячем Ключе, основан в 2001 году, входит в список 200 крупнейших компаний России и в список пяти крупнейших по выручке автодилеров России в рейтинге Forbes. Владелец — Виктор Сергеев, исполнительный директор — его сын Антон Сергеев.